# Lukovec (gmina Litija)
Lukovec – wieś w Słowenii, w gminie Litija. W 2018 roku liczyła 19 mieszkańców.